# 朴龍基
朴 龍基（パク・ヨンギ、朝鮮語: 박용기、1919年4月6日 - 1999年2月16日）は、大韓民国の政治家。第10代韓国国会議員。

## 経歴
茁浦公立普通学校（現・茁浦初等学校）、南原公立農業学校（現・南原龍城高等学校）卒。その後興徳金融組合に勤めたほか、搗精業を営み、扶安郡農会を経て、第3代全羅北道議会議員を務めた。茁浦漁業組合や全羅北道穀物協会で代表職などの要職を務めた後、1978年の第10代総選挙に無所属で高敞・扶安選挙区立候補して当選し、国会議員となった。1984年に韓国国民党の金堤・扶安地区党委員長に選出された。80歳で死去した。

## その他
- 余生について問われた際、『人のために奉仕する』としている[6]。
- 『自手成家』（自らの手で成功した者）と評されている[6]。